# 막심 시뱌초우
막심 시뱌초우(벨라루스어: Максім Уладзіміравіч Швяцоў, 러시아어: Максим Владимирович Швецов, 1998년 4월 2일, 벨라루스, 민스크 ~ )는 벨라루스의 축구 선수이다. 포지션은 수비수이며, 현재 벨라루스 프리미어리그의 디나모 민스크에서 활동하고 있다.